# Nesopelops monodactylus
Nesopelops monodactylus är en kvalsterart som först beskrevs av Hammer 1966.  Nesopelops monodactylus ingår i släktet Nesopelops och familjen Phenopelopidae. Inga underarter finns listade i Catalogue of Life.